# Randy Chirino
Randy Yormein Chirino Serrano (Quesada, 16 gennaio 1996) è un calciatore costaricano, centrocampista del Santos de Guápiles.

## Carriera

### Club
Ha giocato nella massima serie costaricana, in quella tunisina e in quella guatemalteca.

### Nazionale
Con la nazionale costaricana Under-22 ha preso parte al Torneo di Tolone 2015.

## Statistiche

### Presenze e reti nei club
Statistiche aggiornate al 22 novembre 2021.
| Stagione        | Squadra           | Campionato      | Campionato | Campionato | Coppe nazionali | Coppe nazionali | Coppe nazionali | Coppe continentali | Coppe continentali | Coppe continentali | Altre coppe | Altre coppe | Altre coppe | Totale | Totale |
| Stagione        | Squadra           | Comp            | Pres       | Reti       | Comp            | Pres            | Reti            | Comp               | Pres               | Reti               | Comp        | Pres        | Reti        | Pres   | Reti   |
| --------------- | ----------------- | --------------- | ---------- | ---------- | --------------- | --------------- | --------------- | ------------------ | ------------------ | ------------------ | ----------- | ----------- | ----------- | ------ | ------ |
| 2016-2017       | Saprissa          | PD              | 17         | 1          |                 | -               | -               | CCL                | 3                  | 0                  |             | -           | -           | 20     | 1      |
| 2017-2018       | Saprissa          | PD              | 9          | 1          |                 | -               | -               |                    | -                  | -                  |             | -           | -           | 9      | 1      |
| 2018-2019       | Saprissa          | PD              | 15         | 0          |                 | -               | -               |                    | -                  | -                  |             | -           | -           | 15     | 0      |
| Totale Saprissa | Totale Saprissa   | Totale Saprissa | 41         | 2          |                 | -               | -               |                    | 3                  | 0                  |             | -           | -           | 44     | 2      |
| 2019-2020       | San Carlos        | PD              | 23         | 2          |                 | -               | -               | CCL                | 2                  | 0                  |             | -           | -           | 25     | 2      |
| 2020-feb. 2021  | Avenir Soliman    | CLP-1           | 4          | 0          |                 | -               | -               |                    | -                  | -                  |             | -           | -           | 4      | 0      |
| feb.-mar. 2021  | Antigua GFC       | LN              | 6          | 0          |                 | -               | -               |                    | -                  | -                  |             | -           | -           | 6      | 0      |
| 2021-2022       | Sporting San José | PD              | 17         | 0          |                 | -               | -               |                    | -                  | -                  |             | -           | -           | 17     | 0      |
| Totale carriera | Totale carriera   | Totale carriera | 91         | 4          |                 | -               | -               |                    | 5                  | 0                  |             | -           | -           | 96     | 4      |